# Tchaj-wan na Letních olympijských hrách 1968
Tchaj-wan se účastnil Letní olympiády 1968 v Mexiku. Zastupovalo ho 43 sportovců (35 mužů a 8 žen) v 8 sportech.

## Medailisté
| Medaile | Jméno   | Sport    | Soutěž                 |
| ------- | ------- | -------- | ---------------------- |
| Bronz   | Ťi Čeng | Atletika | Ženy 80 metrů překážek |